# Papaipema anargyrea
Papaipema anargyrea là một loài bướm đêm trong họ Noctuidae.